# Burminka
Burminka (ros. Бурминка) – wieś (sieło) w Rosji, w obwodzie riazańskim, w rejonie aleksandro-niewskim. W 2010 liczyła 380 mieszkańców.